# Castello di Valečov
Il castello di Valečov (in ceco Hrad Valečov) si trova a Boseň, comune nel Distretto di Mladá Boleslav in Boemia Centrale, Repubblica Ceca. Si tratta di un castello che risale al XIV secolo, in stato di rovine e che è considerato monumento culturale nazionale. 

## Storia

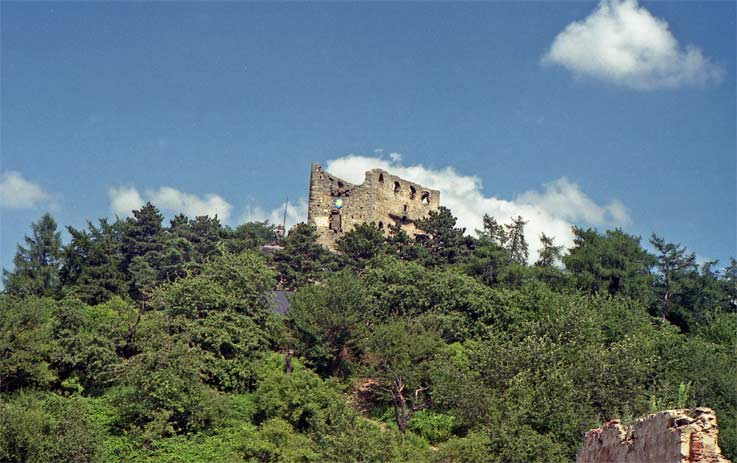
Parte del castello di Valečov visto dal basso

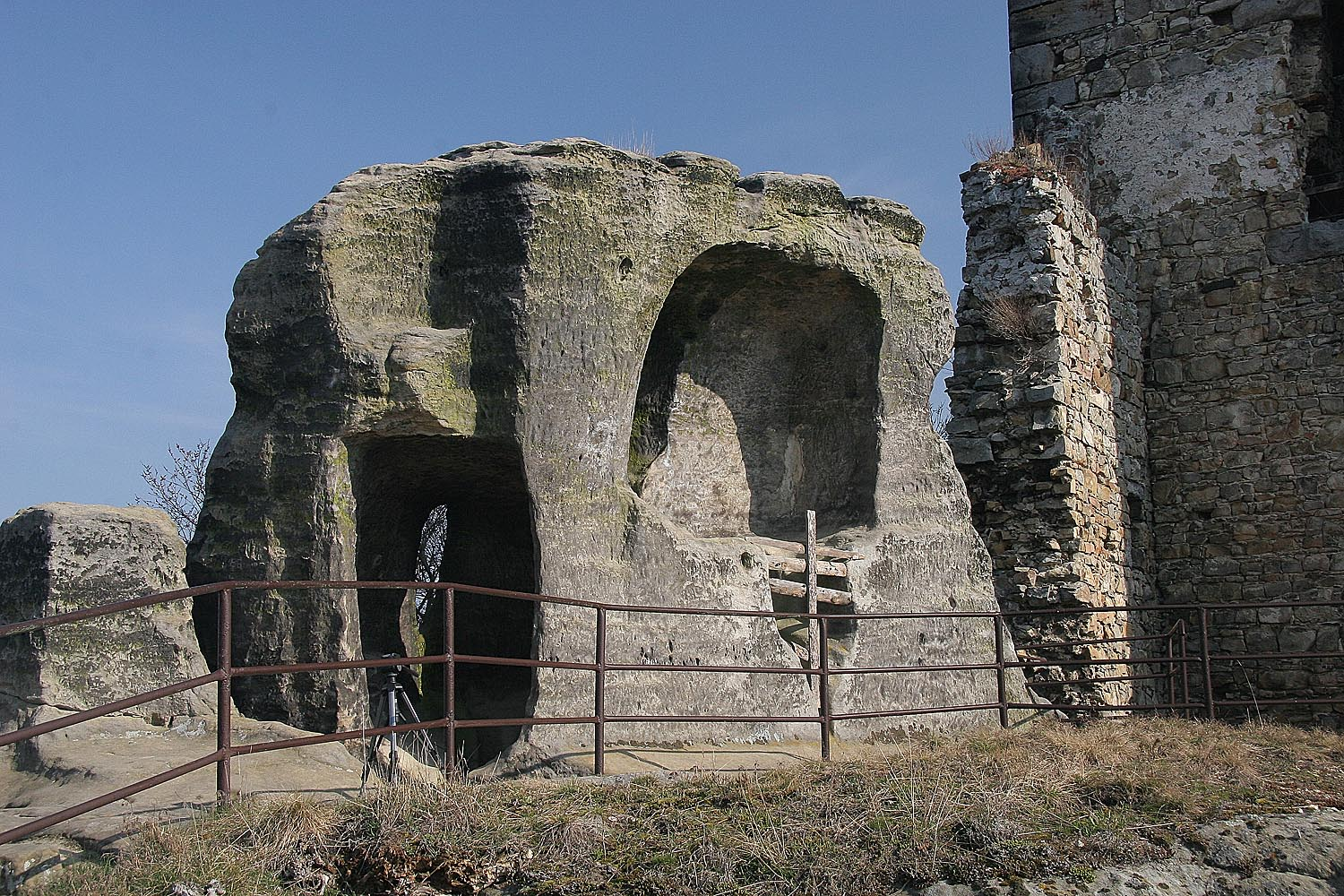
Particolare della struttura fortificata

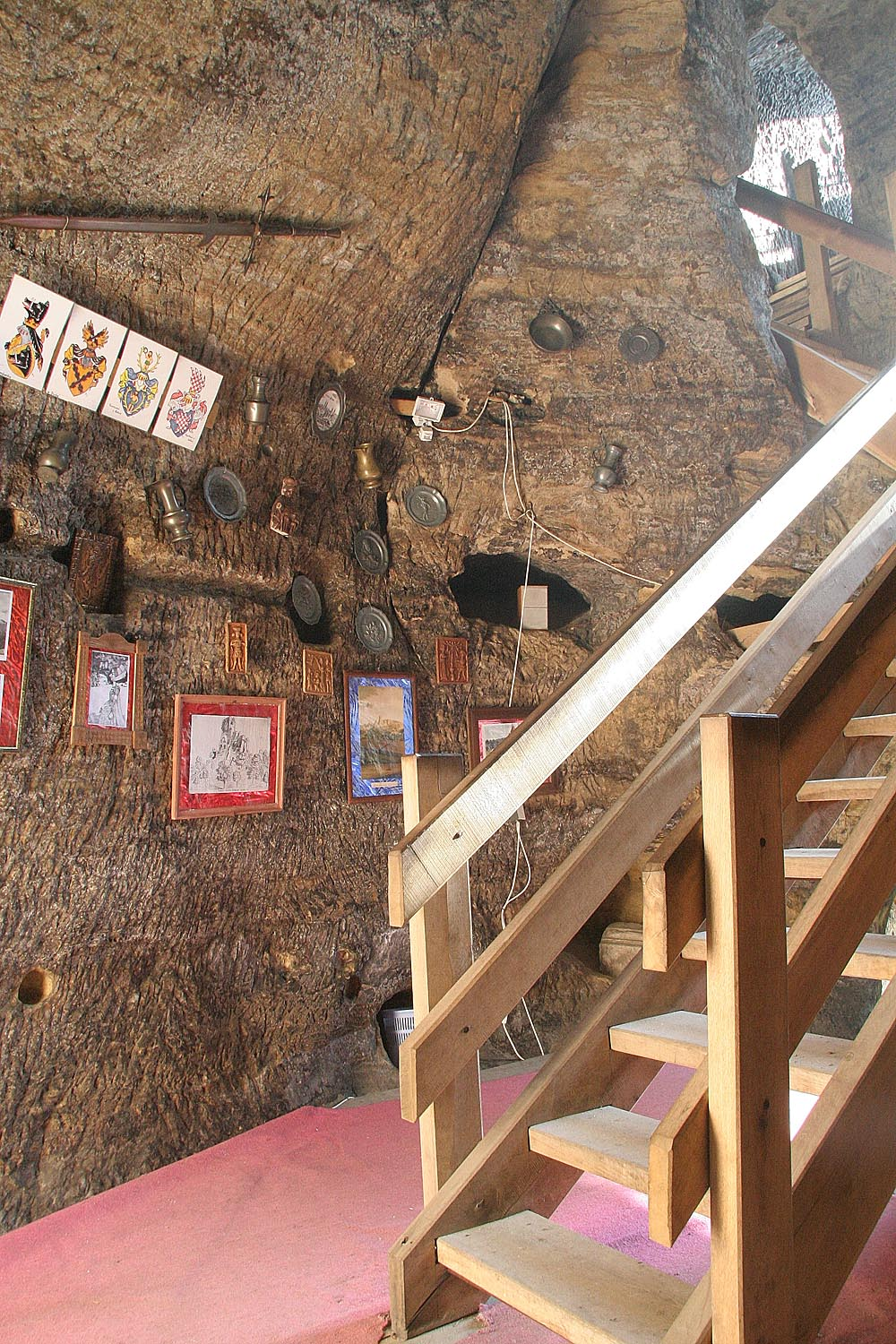
Stanza ipogea scavata nella roccia arenaria

Il castello originale in legno fu costruito in posizione dominante sulla roccia dalla famiglia Valečov dopo il 1300. Il castello venne in parte scavato nella roccia arenaria e viene menzionato per la prima volta per iscritto negli anni tra il 1316 e il 1318 quando i nobili di Valečov e Vok di Rotštejn ebbero alcuni scontri. Nel 1439 il castello fu conquistato e incendiato da Jindřich di Vartemberk ma nel 1443 il castello tornò nelle mani della famiglia Valečov e poco dopo fu ristrutturato. Con l'estinzione della famiglia Valečov il castello cambiò spesso proprietari. Gli ultimi residenti permanenti furono i Kapoun di Svojkov. In seguito il castello venne menzionato come abbandonato dal 1652 poi, per circa due secoli divenne rifugio per senza tetto. Il grande castello fu un accampamento invernale militare durante le guerre hussite. A partire dal XIX le sue mura vennero utilizzate anche come fonte di materiale da costruzione e parzialmente demolite. Dopo la seconda guerra mondiale il castello versava in pessime condizioni e nel 1994 il comune di Boseň lo acquistò.

## Descrizione
Il castello di Valečov si trova a Boseň, comune nella Boemia Centrale in Repubblica Ceca. Posto a circa quattro chilometri a est della città di Mnichovo Hradiště si trova nel territorio del Paradiso boemo a un'altitudine di circa 330 metri sul livello del medio mare sulla collina rocciosa di Mužský. Del castello medievale originario sono sopravvissuti solo i ruderi che sono protetti come monumento culturale della Repubblica Ceca. Il castello occupa una grande superficie e l'aspetto più interessante della struttura sono le 57 stanze scavate nell'arenaria. 26 di queste erano usate come abitazione e le altre servivano come magazzini o semplici passaggi. Il complesso del castello è costituito da tre diverse strutture. Quella centrale era la più importante, coi palazzi posti sulla roccia di maggiore altezza. Tra le sue stanze in pietra si trova l'accesso alla piattaforma superiore tipica dei castelli rupestri. Prima dell'incendio del 1439 probabilmente il castello primitivo era realizzato principalmente in legno e solo in seguito furono realizzati in malta e pietra. Il palazzo centrale, che era il luogo più importante, aveva cinque piani (alcuni dei quali sotterranei). Sul lato nord si conserva la torre rupestre con diverse stanze. Sul lato meridionale si trova un costone roccioso con diversi ambienti anch'essi scavati nell'arenaria. Sul lato orientale c'è un passaggio utilizzato come ingresso ad altri ambienti in grado di ospitare molte persone anche durante il periodo invernale. Il castello di Valečov rappresenta uno dei castelli di roccia più estesi e complicati della Boemia ed è sede di un importante sito archeologico e storico. Nella stagione estiva l'area del castello ospita diversi eventi culturali.

### Monumento culturale della Repubblica Ceca
Dal 1978 la tutela dei monumenti della Repubblica Ceca considera il complesso delle rovine del castello di Valečov un monumento culturale nazionale tutelato col numero di catalogo 1000145415. Oggetto di tutela sono il nucleo del castello, il piazzale, il cortile fortificato e i terreni della zona delimitata.